# Florian Gerber

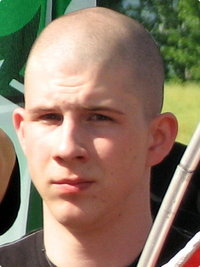
Florian Gerber an der Schlachtfeier Sempach 2008.

Florian Gerber (* 1989) ist ein Schweizer Rechtsextremist. Er war von 2019 bis zur Auflösung 2022 Präsident der rechtsextremen Partei National Orientierter Schweizer (PNOS).

## Leben

### Herkunft und Ausbildung
Florian Gerber wuchs in der Ostschweiz, unter anderem in Kalthäusern auf. Seit seiner Jugend soll Gerber Mitglied bei den Hammerskins sein. Er ist von Beruf Milchtechnologe.

### PNOS
Gerber war zeitweise Präsident der Sektion Glarus der PNOS, zog dann aber nach Lotzwil in den Kanton Bern. In der nationalen Partei war Gerber Jugendbeauftragter und stellvertretender Parteipräsident. 2019 übernahm er das Parteipräsidium von Dominic Lüthard. 2019 kandidierte Gerber erfolglos für den Ständerat im Kanton Bern. 2022 gab er die Auflösung der Partei bekannt. Wegen der Corona-Pandemie seien Zusammenkünfte ausgeblieben, die Strukturen seien marode und die Partei habe ein schlechtes Image.

### Unternehmungen
Gerber war Geschäftsführer und einziger Verwaltungsrat der Firma hinter der rechten Bekleidungsmarke «White Rex», die mit rechtsextremer Symbolik speziell um Kunden im Bereich rechtsextremer Kampfsportevents wirbt. Die Fighttex AG befand sich ab 2023 in Liquidation und wurde nach Beendigung der Liquidation 2024 aus dem Handelsregister gelöscht.